# Церква Різдва Пресвятої Богородиці (Серетець)
Церква Різдва Пресвятої Богородиці в Серетці — парафія і храм греко-католицької громади Залозецького деканату Тернопільсько-Зборівської архієпархії Української греко-католицької церкви в селі Серетець Тернопільського району Тернопільської области.

## Історія церкви
Парафія була утворена у 1990 році, а будівництво храму завершилося у 2007 році. Архітектором церкви став Роман Поворозник, а жертводавцями — парафіяни села, а також Григорій Максимів та Григорій Макар.
Храм освятив владика Михаїл Колтун 23 травня 2007 року. Парафія з моменту свого заснування у 1990 році належить до УГКЦ. 8 листопада 2012 року парафію з візитацією відвідав владика Василій Семенюк.
При церкві діють: Вівтарна і Марійська дружини, а також братство «Серця Ісусового».

## Парохи
- о. Ярослав Возняк (1990—травень 2009),
- о. Михайло Підгородецький (з червня 2009).